# Катара (лик)
Катара (кин: 卡塔拉; пин: Kǎ Tǎlā, енгл. Katara) измишљени је лик из Никелодионових анимираних ТВ серија Аватар: Последњи владар ветрова и Аватар: Легенда о Кори, чији су творци Мајкл Данте Димартино и Брајан Конецко. У оригиналној серији глас јој позајмљује Меј Витман, а у наставку Ева Мари Сејнт. У српској синхронизацији оригиналне серије, глас јој позајмљује Ива Кевра.
Катара је четрнаестогодишња девојка, владар водом (може контролисати воду и лед), која је на почетку серије била једини владар у јужном племену воде. Она и њен старији брат, Сока, проналазе владара ваздухом по имену Анг, Аватара који је нестао 100 година пре тога, замрзнутог у санти леда, та касније заједно са њим крећу у поход поражавања империјалистичке нације ватре. Касније, у северном племену воде, бива проглашена за „мајстора владања водом” од страсне Пакуа, искусног владара водом.
Катарин лик се појављује и у другим медијима, попут карти за мењање, мајици, видео-игра и стрипова. У дугометражном филму Последњи владар ветрова, глуми је Никола Пелц.
Појавила се и у ,,Легенди о Кори" као ментор и учитељ новог Аватара.